# Pickering (Kanada)
Pickering – miasto (ang. city) w Kanadzie, w prowincji Ontario, w regionie Durham.
Powierzchnia Pickering to 231,58 km². Według danych spisu powszechnego z roku 2001 Pickering liczy 87 139 mieszkańców (376,28 os./km²).
Na terenie miasta znajduje się elektrownia jądrowa Pickering.
Z Pickering pochodzi Andrea Lewis, kanadyjska aktorka.